# Dipangkorn Rasmijoti
Vương tử Dipangkorn Rasmijoti (tiếng Thái: ทีปังกรรัศมีโชติ; RTGS: Thipangkon Ratsamichot; phát âm tiếng Thái: [tʰiːpaŋkɔːn rátsàmǐːtɕʰôːt]; sinh ngày 29 tháng 4 năm 2005) là một thành viên hiện tại của Hoàng gia Thái Lan và đồng thời đứng thứ nhất trong hàng kế vị ngai vàng của Thái Lan. Dipangkorn là người người con trai duy nhất hiện tại được công nhận của Quốc vương Thái Lan Vajiralongkorn.

## Chào đời và Giáo dục
Vương tử Dipangkorn Rasmijoti chào đời bằng phương pháp sinh mổ tại bệnh viện Siriraj ở Bangkok vào ngày 29 tháng 4 năm 2005 dưới thời trị vì của ông nội Quốc vương Rama IX là người con út trong số 7 người con của Thái tử Vajiralongkorn (sau là Rama X), mẹ cậu là Srirasmi Suwadee (sau là Vương phi Srirasmi Suwadee) người vợ thứ 3 của Thái tử Vajiralongkorn. Cậu có 6 anh em (gồm 2 gái và 4 trai) cùng cha khác mẹ lần lượt là Công chúa Bajrakitiyabha, Vương tử Juthavachara, Vương tử Vacharaesorn, Vương tử Chakriwat, Vương tử Vatchrawee và Công chúa Sirivannavari. Sau 1 tháng được sinh ra cậu được tấn phong tước hiệu His Royal Highness tại Đại cung Ananta Samakhom, Bangkok. Hiện tại, Vương tử Dipangkorn chính thức là vị Vương tử duy nhất thuộc trực hệ Quốc vương Vajiralongkorn của Hoàng gia Thái Lan.
Vương tử Dipangkorn được học tại Trường Chitralada, đây là ngôi trường độc nhất của Thái Lan được xây dựng tại Cung điện Hoàng Gia Dusit gần nơi ở của các vị Vua Thái Lan và sau đó là đi du học tại Trường Quốc tế Bavarian (BIS) ở Bavaria, nước Đức.
Vào năm 2014, khi mới 9 tuổi Vương tử Dipangkorn từng khiến dư luận xôn xao khi hình ảnh cậu quỳ lạy từ biệt mãi mãi người mẹ của mình bị phế làm dân thường sau khi cha mẹ ly hôn. Việc cha mẹ ly hôn vào năm 2014 đồng nghĩa với việc nếu gặp lại Vương tử Dipangkorn như một truyền thống tại Thái Lan mẹ của cậu sẽ phải thực hiện nghi thức chào tôn kích bằng cách quỳ lạy đối với con trai Dipangkorn.

## Vấn đề kế vị
Dipangkorn Rasmijoti là con út của Quốc vương Vajiralongkorn trước cậu còn có 4 người anh trai lớn họ đều là con trai của người vợ thứ 2 của cha cậu. Nhưng vào năm 1996, khi Vajiralongkorn vẫn còn là Thái tử của Thái Lan ông tuyên bố ly hôn với người vợ thứ hai Yuvadhida Polpraserth đồng thời rút hết tước vị của 4 người con trai của ông với bà Yuvadhida Polpraserth. Song, đến năm 2005 khi Vương tử Dipangkorn ra đời, cậu nhanh chóng trở thành Vương tử của Thái Lan và là con trai duy nhất còn được công nhận của Quốc vương Vajiralongkorn. Vương tử Dipangkorn chính thức đứng thứ nhất trong hàng kế vị ngai vàng Thái Lan là người thừa kế rõ ràng khi cha ông đăng quang vào năm 2019.
Tuy nhiên, vào tháng 12 năm 2014 do Vajiralongkorn ly hôn với Srirasmi Suwadee vị trí của Dipangkorn trong hàng kế vị là không chắc chắn dù cậu đang dẫn đầu dòng kế vị. Theo Luật Kế vị của Hoàng Gia năm 1924, Dipangkorn có mẹ bị phế truất trở thành thường dân sẽ phải nhường ngôi nếu cha cậu có thêm những người con trai sau này.

## Tước hiệu
- 29 tháng 4 năm 2005 - 5 tháng 5 năm 2019: His Royal Highness Hoàng Thân Vương tử Dipangkorn Rasmijoti của Thái Lan Điện hạ
- 5 tháng 5 năm 2019 - nay: His Royal Highness Hoàng Thân Thái tử Dipangkorn Rasmijoti Maha Vajirojtamangkun Sirivibulyarajakumar Điện hạ